# 柴崎楽
柴崎 楽（しばざき らく、2004年4月28日 - ）は、日本の俳優・歌手・ダンサーである。
スターダストプロモーション所属の男性アーティスト集団EBiDANのメンバーであり、9人組ダンス&ボーカルユニットSUPER★DRAGONのメンバー。
千葉県出身。血液型はO型。スターダストプロモーション制作3部所属。

## 略歴
小学3年生ごろ、渋谷スクランブル交差点でスカウトされて現事務所に入所以降、スターダストプロモーションの男性アーティスト集団EBiDANのEBiDAN 39 & KiDS（EBiDAN 研究生）として活動する。
2015年9月に開催された星男祭2015でSUPER★DRAGONの結成が発表される。
2019年6月、個人でのYouTubeチャンネル『THE RAKU SHOW』、個人名義でのTwitterアカウントを開設。同年12月には個人名義でのInstagramを開設した。

## 人物
利き手は右。好きな色は紫と黒。好きな食べ物はお菓子と野菜。嫌いな食べ物は肉で、メンバーが焼肉を好むため、よく焼肉屋に連れていかれるが、その際は野菜盛りを注文している。肉は食べられないが、得意な料理はチーズ in ハンバーグ。
趣味は料理、折り紙、バスケットボール（8歳～）、スケートボード、スノーボードである 。
バスケットボールは姉の影響で小学2年生から3年生にかけて習っていた。
音楽の嗜好としては、1990年代の英米ロックを好んでおり、インタビューでは好きなミュージシャンとしてGreen DayやOasisを挙げている。EBiDAN 39 & KiDS時代には頻繁にNirvanaのTシャツやパーカーを着用しているのが見受けられる。
EBiDANに加入する前より芸能活動を行なっており、子供服のファッションショーに出るなどしていたが、「オーディション会場に行くと人がいっぱいいて、みんなギラギラしているので泣いてばかりいた」と語っている。
ダンスにおいてはライトフィートやボーンブレイク、タットを得意としており、時にSUPER★DRAGONのライブにおいてソロパフォーマンスを披露する。
ファンからは「らく」「らっくん」「らくちゃん」と呼ばれている。

## 作品
- 「EBiBEST」（2016年12月21日、スターダストレコーズ）

## 出演
グループとしての出演については「SUPER★DRAGON」参照

### テレビドラマ
- 『好好！キョンシーガール』（2012年）
- 『恋です!〜ヤンキー君と白杖ガール〜』  最終話（2021年12月15日、日本テレビ）

### バラエティ
- 『GO! GO! EIGO!』（2012年、BSフジ） -  Moja Kids Raku
- 『ワオ』（2014年4月、フジテレビ）
- 『EBiDAN』（TOKYO MX）
- 『EBiDAN アミーゴ』（BS日テレ）

### 映画
- 『陽だまりの彼女』（2013年）- 奥田浩介 役（幼少期）
- 『スルー・ロマンス』（2013年）- ヒロ 役（幼少期）
- 平成27年度 日本大学芸術学部映画学科 卒業制作作品『歌え！』（2015年）- 伊藤勇樹 役（主人公）

### 舞台
- FAKE MOTION 2022 SMR LIVE SHOW（2022年10月12日・13日、かつしかシンフォニーヒルズ） - 鬼庭元吉 役
- 朗読劇「夢から醒めない夢を見よ。」（2025年8月7日、飛行船シアター）[6]

### ミュージックビデオ
- orgarhythm「オルガリズム コンセプトムービー」
- MAY'S「ダイヤモンド」
- MAGiC BOYZ「MAGiC SPELL〜かけちゃうぞ!ぴっぴっぴっ〜」

### その他媒体
- 読売KODOMO新聞『できちゃうクッキング』（2014年4月 - 2017年6月）
- OK Music UP's 『楽楽ペイント』（2016年10月 - ）